# 18. medicinska brigada (ZDA)
18. medicinska brigada (izvirno angleško 18th Medical Brigade) je bila medicinska brigada Kopenske vojske Združenih držav Amerike.

## Zgodovina
Leta 1983 je bila brigada preoblikovana v 18. medicinsko poveljstvo.